# Epiplema smarti
Epiplema smarti är en fjärilsart som beskrevs av Holloway 1976. Epiplema smarti ingår i släktet Epiplema och familjen Uraniidae. Inga underarter finns listade i Catalogue of Life.